# Pizzo

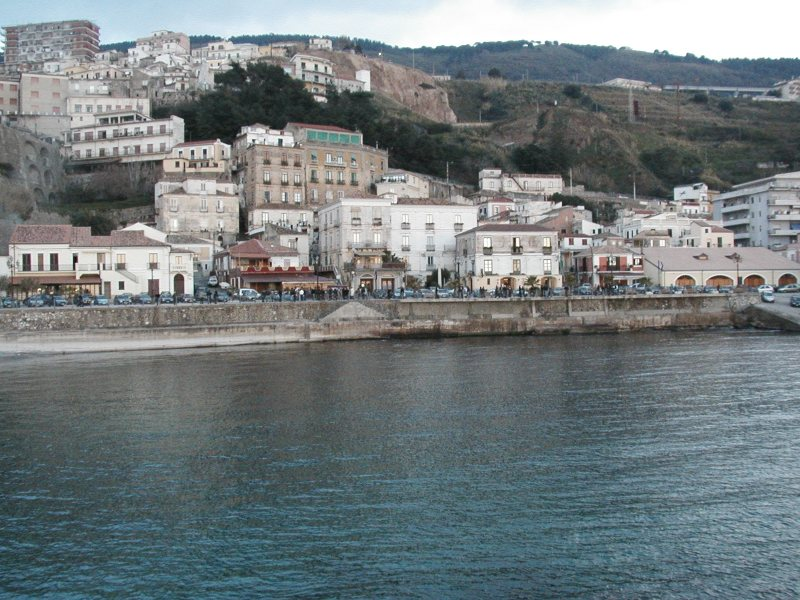
Widok od morza

Pizzo – miejscowość i gmina we Włoszech, w regionie Kalabria, w prowincji Vibo Valentia.
Według danych na rok 2004 gminę zamieszkiwało 8596 osób, 390,7 os./km².